# ヴィクター・アルゴ
ヴィクター・アルゴ（Victor Argo、1934年11月5日 - 2004年4月7日）は、アメリカ合衆国の俳優。

## 出演作品
- LAW & ORDER　クリミナル・インテント シーズン2
- クライム･クリスマス　～ニューヨークの白い粉～
- エンジェル・アイズ（ミスター・ポーグ）
- サウンド・オブ・サイレンス（シドニー・サイモン）
- 3プレイ
- 裏切り者（ポール・ラザリデス）
- ファストフード・ファストウーマン
- ゴースト・ドッグ
- ワンダーランド駅で
- ルル・オン・ザ・ブリッジ
- LAW & ORDER　ロー＆オーダーシーズン7
- コンディション・レッド／禁断のプリズン
- ブルー・イン・ザ・フェイス
- スモーク
- ゆかいな天使/トラブるモンキー
- スネーク・アイズ
- バッド・ルーテナント／刑事とドラッグとキリスト
- LAW & ORDER　ロー＆オーダー シーズン2
- マクベイン
- フューネラル
- キング・オブ・ニューヨーク（ロイ・ビショップ）
- 最後の誘惑
- フロリダ・ストレイツ／脱出海峡
- タクシードライバー（メリオ）
- 追跡者
- 電子頭脳人間
- ミーン・ストリート
- ザ・ファミリー
- 明日に処刑を…